# 蓬蒂约
蓬蒂约（法語：Ponthieu，發音：[pɔ̃tjø]）是皮卡第的六个封建伯爵领之一 ，这些领地最终被合并成为法国北部皮卡第大区的一部分。其主要城镇包括阿布维尔等。

## 历史
蓬蒂约在法国历史上扮演了一个虽然微不足道但较为重要的角色。蓬蒂约的起源尚未得到正式考证，然而其作为一个封建领地是确实存在的。

### 早期
中世纪早期，蓬蒂约地区的统治者包括圣里基耶修道院长和阿布维尔领主。790年，安吉尔伯特从查理曼大帝的宫廷退休，前往圣里基耶修道院任职，并随后于794年担任院长。814年安吉尔伯特去世后，由他的儿子尼特哈德继位。尼特哈德可能于844年死于与诺曼人的战争，随后由几个统治者统治该地。之后该地区的统治权传给了蒙特勒伊家族，该家族的成员也因此获得了蒙特勒伊伯爵的称号。
蒙特勒伊家族的起源目前尚缺乏确切的记载。后世的家谱研究曾尝试将其与安吉尔伯特相联系，但这一推测并未得到任何可靠文献的佐证。文献记载中于886年首次提到蒙特勒伊的埃尔戈，继承圣里基耶修道院的院长职位，并于877年成为蒙特勒伊伯爵。其子埃吕安陷入与佛兰德伯爵阿尔诺一世战争，最终埃吕安的儿子罗杰尔在10世纪中期丢失了蒙特勒伊的领地。

### 蓬蒂约伯国
988年，佛兰德伯爵阿尔诺二世去世后，他的遗孀意大利的罗萨拉与未来的法国国王罗贝尔二世再婚，自此蓬蒂约由法国王室掌控。于格·卡佩将女儿嫁给圣里基耶修道院和阿布维尔的领主于格，并授予他蓬蒂约周边地区的领地。大约在1027年，于格的儿子昂盖朗在战斗中杀死了布洛涅伯爵博杜安二世 ，随后娶了后者的遗孀，并接受了伯爵的头衔。
1064 年，忏悔者爱德华派哈罗德·戈德温森前往诺曼底，承认该地公爵威廉为其继承人。然而，哈罗德在蓬蒂约遭遇海难，并被当时的蓬蒂约伯爵居伊一世俘虏。 诺曼底公爵威廉（后来的英格兰国王威廉一世）发现哈罗德被俘后，说服居伊伯爵交出俘虏。  哈罗德随即宣誓支持威廉对爵位的继承，并加入公爵在布列塔尼的短暂征战，随后返回英格兰。 
1100年居伊一世去世，此时他唯一存活的孩子只有他的女儿阿涅丝，阿涅丝嫁给了第三代什鲁斯伯里伯爵贝莱姆的罗贝尔，蓬蒂约伯爵由罗贝尔的儿子蒙哥马利的威廉继承。1150年，蓬蒂约伯爵在索姆河口的战略要地克罗图瓦修建了一座堡垒。后来继承蓬蒂约伯爵的玛丽嫁给了达马尔坦的西蒙，然而他们的女儿琼也只有一个孩子埃莉诺。埃莉诺于1254年嫁给英格兰国王爱德华二世。1279年琼去世后，蓬蒂约由英格兰控制。

### 百年战争
百年战争期间，蓬蒂约几经易手，但英国人在 1279 年至 1369 年间宣称对其控制，之后一直持续到 1435 年。在英国统治蓬蒂约期间，阿布维尔被用作首都。
1346年8月下旬，英格兰国王爱德华三世在法国领土上的战役中到达了蓬蒂约地区。在那里，他修复了已被毁坏的克罗图瓦堡垒。他从布兰切塔克渡口强行渡过了索姆河。法国国王菲利普六世率领的军队在附近的克雷西昂蓬蒂约追上了他，从而引发了著名的克雷西战役。
1360年，法国国王约翰二世与英国国王爱德华三世签署《布雷蒂尼条约》，将蓬蒂约（以及加斯科尼和加莱）的控制权交给英国，作为交换，爱德华三世放弃对法国王位的继承权。
1369年4月，法国国王查理五世占领了蓬蒂约，一个月后向英国宣战（他早在 1368 年就这样做过）。之后爱德华于六月重新宣称自己是“法国国王”。
1372年，罗伯特·诺勒斯率领的英国军队入侵蓬蒂约，烧毁了克罗图瓦，随后从布兰切塔克渡口渡过索姆河。
在《阿拉斯条约》中，法国国王查理七世以蓬蒂约等领地的所有权换取勃艮第公爵菲利普三世断绝与英国的联盟。1477年菲利普三世的儿子大胆查理战死，法国国王路易十一世重新控制了蓬蒂约。

### 作为王冠领地
蓬蒂约之后也经历过几次短暂的分封，1830年七月革命后，查理十世流亡国外时，采用蓬蒂约伯爵作为其头衔。

## 流行文化
1993年的电影《猪的末日》将文艺复兴时期蓬蒂约的阿布维尔作为背景，该片在美国以《The Advocate》为片名上映，由科林·菲尔斯主演。文艺复兴时期，蓬蒂约的法律与当时还尚未集权的法国法律之间存在着差异，这在一定程度上影响了故事的发展。